# Pseudoxanthome élastique
Vous pouvez aider à l'améliorer ou bien discuter des problèmes sur sa page de discussion.
- Son texte doit être wikifié : il ne correspond pas à la mise en forme Wikipédia (style, typographie, liens internes, liens entre les wikis, etc.). (Marqué depuis avril 2024)
- La traduction doit être revue. Le contenu est difficilement compréhensible à cause d’erreurs de traduction, peut-être dues à l’utilisation d’un logiciel de traduction automatique. (Marqué depuis janvier 2013)

 Mise en garde médicale
Le pseudoxanthome élastique (PXE), ou syndrome de Grönblad-Strandberg, syndrome de Touraine de type I, est une maladie génétique du tissu conjonctif atteignant la peau, les yeux, le système cardiovasculaire et le tractus digestif par fragmentation et minéralisation des fibres élastiques.
Les premiers signes apparaissent vers l'adolescence, atteignant surtout l'œil, avec des stries angioïdes (déchirures de la membrane de Bruch de la rétine) et des hémorragies rétiniennes qui aboutissent à une baisse de l'acuité visuelle chez de nombreux patients. Les papules cutanées jaunes se situent au niveau du cou, de l'intérieur des coudes, des creux poplités et de l'ombilic, accompagnées d'un excès de peau lâche au niveau de l'aine et des aisselles.
Plus tard apparaissent des saignements du tube digestif ou une claudication intermittente, les vaisseaux sanguins étant atteints d'une athérosclérose prématurée.
Le PXE est causé par des mutations récessives autosomiques du gène ABCC6 sur le bras court du chromosome 16 (16p13.1),.
La cécité est l'atteinte la plus grave de cette maladie. L'espérance de vie n'est pas diminuée.

## Signes et symptômes
Habituellement, le pseudoxanthome élastique affecte d'abord la peau, souvent durant l'enfance, mais aussi plus tard. De petites lésions jaunâtres papuleuses se forment et la laxité cutanée affecte principalement le cou, les aisselles, l'aine et les plis de flexion (l'intérieur des coudes et des genoux). La peau peut se relâcher et devenir trop présente. Beaucoup de personnes ont des « plis obliques mentonniers » (rainures diagonales du menton).
Le PXE affecte d'abord la rétine par un embrèvement de la membrane de Bruch (une fine membrane séparant la couche riche en vaisseaux sanguins de la couche pigmentée de la rétine), visible uniquement au cours d'examens ophtalmologiques. C'est ce qu'on appelle (même en anglais) "peau d'orange", vu son aspect. Finalement, la minéralisation des fibres élastiques de la membrane de Bruch crée des stries angioïdes qui rayonnent depuis le nerf optique. Les stries angioïdes ne causent pas de distorsion de la vision en soi, même si elles traversent la zone fovéale. Ce symptôme est présent chez presque tous les patients atteints de PXE et est généralement remarqué quelques années après l'apparition des lésions cutanées. Ces fissures peuvent permettre à de petits vaisseaux sanguins qui ont été initialement retenus par la membrane de Bruch de pénétrer dans la rétine. Ces vaisseaux sanguins peuvent saigner et causer des hémorragies rétiniennes pouvant conduire à la perte de la vision centrale. La perte de vision est un problème majeur dans de nombreux patients atteints de PXE,.
Le PXE peut affecter les systèmes gastro-intestinal et cardio-vasculaire. Dans le tube digestif, le principal symptôme est le saignement gastro-intestinal, le plus souvent de l'estomac. Cela se produit auprès d'un très petit nombre de patients. Au niveau vasculaire, la claudication intermittente (douleur à la jambe lors de la marche, qui disparaît rapidement au repos) est une caractéristique importante, bien qu'une maladie coronarienne puisse se développer à un stade ultérieur de la maladie, causant de l'angine de poitrine et pouvant mener à un infarctus du myocarde (crise cardiaque).

## Génétique
Le pseudoxanthome élastique a un mode de transmission autosomique récessif.
80 % des cas cliniques de pseudoxanthome élastique présentent des mutations dans le gène détectables ABC-C6,,,. Des mutations dans presque toutes les parties du gène ont été décrits, de tous types (faux-sens, non-sens altération d'épissage, insertion, délétion ou suppression petit grand). Bien qu'il y ait eu des rapports de transmission autosomique dominante, l'héritage est généralement autosomique récessive (les deux parents doivent être porteurs, et il y a 25 % de chances que l'enfant hérite de deux copies anormales du gène et donc de développer la maladie).
Une forte liaison génétique a été trouvé avec des mutations dans le gène ABCC6, qui code la protéine MRP6, mais le mécanisme exact par lequel cette protéine (qui est un transporteur membranaire de la grande ATP-binding cassette de famille des transporteurs) influe sur le cours de la maladie est inconnue; la protéine est exprimée dans la plupart des organes, mais principalement dans le foie et les reins. On ne sait pas de quelle façon cela conduirait à des anomalies de la peau, les yeux et les vaisseaux sanguins. On pense que certaines mutations ne causent pas une forme plus grave ou moins grave de la maladie. Étant donné les variations dans l'âge d'apparition et la gravité, il est probable que d'autres facteurs de risque inconnus (génétique et alimentaire) peuvent être impliqués. Une étude a suggéré que les mutations responsables de l'absence totale d'une protéine MRP6 causaient une maladie plus grave, mais cela n'a pas pu être confirmé dans une série de cas.
L'athérosclérose prématurée est également associée à des mutations dans le gène ABCC6, même chez ceux sans PXE. Un syndrome héréditaire presque impossible de distinguer de PXE a été décrit chez les patients atteints d'hémoglobinopathies (drépanocytose et thalassémie, par exemple) par un mécanisme mal compris. En outre, il semble y avoir un autre syndrome PXE-like avec un phénotype similaire, mais en raison de problèmes avec un autre gène, le gamma-glutamyl carboxylase.

## Physiopathologie
En PXE, il y a minéralisation (accumulation de calcium et autres minéraux) et la fragmentation des fibres d'élastine contenant du tissu conjonctif, mais principalement dans la couche midlaminar du derme, la membrane de Bruch et les artères de taille moyenne. PXE serait une maladie métabolique, ses caractéristiques découleraient du fait que les métabolites de la vitamine K ne peuvent pas atteindre les tissus périphériques.

## Diagnostic
Les critères de diagnostic pour le PXE sont l'apparence typique de la peau à la biopsie et la présence de stries angioïdes dans la rétine. D'autres méthodes sont devenues quelque peu dépassées par la découverte des mutations ABCC6.

## Traitement
Il n'existe aucun traitement interférant directement avec le processus de la maladie, bien que la restriction alimentaire de calcium a été essayée avec des résultats limités. Pour les zones excessives de la peau, la chirurgie plastique peut être nécessaire. Pour la croissance de vaisseaux sanguins anormaux dans la rétine, la photocoagulation au laser et la thérapie photodynamique peut être utilisée ; des injections de triamcinolone ont montré un effet limité[réf. souhaitée]. Des médicaments anti-angiogéniques tels que le bévacizumab (Avastin) et le ranibizumab (Lucentis) ont été efficaces, tout autant que dans la dégénérescence maculaire liée à l'âge. Les maladies cardiovasculaires sont traitées comme celles des individus sans PXE. Certains recommandent d'éviter les anti-inflammatoires non stéroïdiens (AINS) qui augmentent le risque hémorragique, comme l'aspirine et l'ibuprofène.

## Épidémiologie
La prévalence du pseudoxanthome élastique est d'environ 1:25 000. Les femmes sont deux fois plus susceptibles d'être touchées que les hommes. La maladie se manifeste dans toutes les ethnies, mais les Afrikaners sont plus susceptibles d'avoir le PXE en raison d'un effet fondateur (c'est-à-dire qu'il est relativement répandu dans le petit groupe de personnes dont la plupart descendent d'Afrikaners).

## Histoire
La première description du pseudoxanthome élastique (PXE) l'isolant des autres affections xanthomateuses fut publiée par le Dr Ferdinand-Jean Darier en 1896. La dénomination « syndrome de Grönblad-Strandberg » est utilisée dans la littérature ancienne, d'après deux médecins qui ont fait de nouvelles découvertes dans les manifestations de la maladie.
De façon unique et remarquable, c'est un profane qui est l'inventeur du gène ABC-C6 impliqué dans le pseudoxanthome élastique (PXE). Sharon F Terry, cofondatrice de PXE International avec son mari, Patrick F Terry, a travaillé avec des scientifiques afin de découvrir et de breveter le gène en 2000. Les deux enfants du couple Terry souffrent de pseudoxanthome élastique,.